# 박춘풍
푸춘펑(박춘풍 朴春風, 1958년 ~ )은 중국 출신의 범죄자로 수원 팔달산 토막 살인 사건의 범인이다.

## 사건
박춘풍은 2008년 위조한 여권으로 한국에 건너와 주로 수원에서 살았던 불법체류자였다.
박춘풍은 2014년 11월 26일 오전 수원시 팔달구 매교동 집에서 자신이 동거녀 김아무개(48·중국국적)를 밀치자 그녀가 넘어지게 되었고 그로 인하여 이내 사망하게 되었다고 진술하였다. 본인은 우발적 사고라고 주장하지만, 경찰에 의하면 11월 26일 피해자를 목졸라 살해하고 그 다음날 오전 5시부터 11월 28일 오후 12시 30분까지 흉기로 시신을 훼손한 뒤 수원 팔달산 등 5곳에 유기한 것으로 드러났고 이같은 혐의로 2014년 12월 14일 구속, 12월 19일 검찰에 송치되었다.

## 신상공개
범행 수법이 잔인한 피의자에 대하여 신상을 공개할 수 있도록 규정한 특정강력범죄의 처벌에 관한 특례법 제8조의2 (피의자의 얼굴 등 공개)에 의하여 경기지방경찰청은 2014년 12월 13일  중국 국적의 유력한 피의자 박춘풍의 얼굴과 실명을 공개하였다. 경찰에 따르면 피의자 박춘풍은 해당 범행을 시인하였다.

## 재판

### 1심
2015년 1월 수원지방법원(형사15부 부장판사 양철한)에서 열린 1차공판에서  "말다툼 도중 피해자를 밀었는데 바닥에 머리를 부딪혀 쓰러진 뒤 깨어나지 않았다"고 주장했고  변호인은 "언쟁 중 멱살을 잡고 다투는 과정에서 우발적으로 벌어진 사건"이라며 "살인죄가 아닌 폭행치사죄를 적용해야 한다 피고인이 경찰 수사 과정에서 자백을 강요당했다는 등 강압조사를 받았다"고 주장했다.
이어서 3월 10일에 계속된 2차공판에서는 피고인이 "죽이려는 의도를 갖고 목을 조르지 않았다"고 주장하는 등 1차 공판 때보다 적극적으로 살인죄를 부인하면서 국선변호인은 1차 공판에서 주장했던 경찰의 조사시 가혹행위에 의한 신문조서를 받아들일 수 없다고 하면서 "피해자 가족 등이 수사기관에서 한 피고인의 성향 등에 대한 진술은 이해관계에 따라 사실과 다른 점이 있어 증거 채택을 반대한다"며 검찰이 재판부에 제시한 증거물 거의 대부분에 대해 인정하지 않았다.
이에 재판부는 변호인의 주장을 받아들여 경찰이 작성한 피의자 신문조서에 대한 검찰의 증거신청을 기각하고 피해자 가족 등의 진술서에 대해서는 증거 채택 여부를 보류하고 피해자 친언니를 증인으로 채택했다.

## 성명 오해
초기에 Pǔ chūnfēng이라는 중국어 병음을 근거로 그의 한국어 이름이 박춘봉으로 잘못 알려졌으나 인터폴 신원조회 결과 정확한 이름이 박춘풍으로 밝혀져 정정되었다.